# Шаврош (Алье)
Шавро́ш (фр. Chavroches) — коммуна во Франции, находится в регионе Овернь. Департамент коммуны — Алье. Входит в состав кантона Жалиньи-сюр-Бебр. Округ коммуны — Виши.
Код INSEE коммуны — 03071.

## Население
Население коммуны на 2008 год составляло 283 человека.
| 1962 | 1968 | 1975 | 1982 | 1990 | 1999 | 2008 |
| ---- | ---- | ---- | ---- | ---- | ---- | ---- |
| 398  | 451  | 397  | 330  | 270  | 248  | 283  |

## Экономика
В 2007 году среди 128 человек в трудоспособном возрасте (15—64 лет) 83 были экономически активными, 45 — неактивными (показатель активности — 64,8 %, в 1999 году было 60,0 %). Из 83 активных работали 69 человек (39 мужчин и 30 женщин), безработных было 14 (5 мужчин и 9 женщин). Среди 45 неактивных 4 человека были учениками или студентами, 18 — пенсионерами, 23 были неактивными по другим причинам.

## Достопримечательности
- Замок Шаврош, расположен на известняковом холме. В 1572 году был разрушен.
- Пещеры, в которых жили троглодиты.